# Orłów (powiat de Sochaczew)
Orłów  [ˈɔrwuf] est un village polonais de la gmina de Nowa Sucha dans le powiat de Sochaczew et dans la voïvodie de Mazovie.
Il se situe à proximité 6 kilomètres au sud de Sochaczew et à 53 kilomètres à l'ouest de Varsovie.